# Aaron Kernis
Aaron Jay Kernis (født 15. januar 1960 i Philadelphia, Pennsylvania, USA) er en amerikansk komponist.
Kernis begyndte at studere violin og klaver, og skiftede som 13 årig til kompositions studier.
Han studerede på Manhattan School of Music, San Francisco Conservatory og Yale University hos John Adams, Jacob Druckman og Charles Wuorinen.
Kernis fik sin musik opført som 23 årig af New York Philharmonic Orchestra.
Han har skrevet 4 symfonier, orkestermusik, bl.a. den dybtfølte Musica Celestis, udarbejdet af 2 satsen fra hans 1 strygekvartet til strygeorkester.

## Diskografi
- Symfoni i bølger (nr. 1) - for orkester
- Symfoni nr. 2 - for orkester
- Symfoni nr. 3 - for orkester
- Symfoni nr. 4 "Chromelodeon" - for orkester
- "Drømmen om morgenhimlen" - for orkester
- "Spejl af varme og lys" - for orkester
- "Usynlig Mosaic III" - for orkester
- "Sange af uskyld" – for høj stemme
- "Farvede marker"- for orkester
- Dobbelt koncert -  for violin og guitar
- "Musica Celestis" (Den himmelske musik) - for strygeorkester
- "Haven af lys" - for orkester
- 2 strygekvartetter

1. ↑  Navnet er anført på engelsk og stammer fra Wikidata hvor navnet endnu ikke findes på dansk.
2. ↑  Navnet er anført på engelsk og stammer fra Wikidata hvor navnet endnu ikke findes på dansk.